# Warmiak (województwo mazowieckie)
Warmiak – wieś sołecka w Polsce położona w województwie mazowieckim, w powiecie ostrołęckim, w gminie Łyse.
Wierni Kościoła rzymskokatolickiego należą do parafii św. Stanisława Kostki w Zalasie.

## Historia
W latach 1921–1939 wieś leżała w województwie białostockim, w powiecie kolneńskim (od 1932 w powiecie ostrołęckim), w gminie Łyse.
Według Powszechnego Spisu Ludności z 1921 roku zamieszkiwało tu 170 osób w 33 budynkach mieszkalnych. Miejscowość należała do parafii rzymskokatolickiej w m. Myszyniec. Podlegała pod Sąd Grodzki w Kolnie i Okręgowy w Łomży; właściwy urząd pocztowy mieścił się w m. Łyse.
W okresie międzywojennym stacjonowała tu placówka Straży Celnej „Warmiak”.
W wyniku agresji Niemiec we wrześniu 1939, miejscowość została przyłączona do III Rzeszy i znalazła się w strukturach Landkreis Scharfenwiese (ostrołęcki) w rejencji ciechanowskiej (Regierungsbezirk Zichenau) Prus Wschodnich.
W latach 1975–1998 wieś administracyjnie należała do województwa ostrołęckiego.
We wsi znajdują się, mieszczące się w jednym budynku, szkoła podstawowa oraz gimnazjum.